# Distrito de Derecske
El distrito de Derecske (húngaro: Derecskei járás) es un distrito húngaro perteneciente al condado de Hajdú-Bihar.
En 2013 tiene 41 820 habitantes. Su capital es Derecske.

## Municipios
El distrito tiene 2 ciudades (en negrita), 2 pueblos mayores (en cursiva) y 9 pueblos
(población a 1 de enero de 2012):
- Derecske (8906) – la capital
- Esztár (1366)
- Hajdúbagos (1972)
- Hosszúpályi (5854)
- Kismarja (1210)
- Kokad (619)
- Konyár (2010)
- Létavértes (7090)
- Mikepércs (4434)
- Monostorpályi (2136)
- Pocsaj (2579)
- Sáránd (2238)
- Tépe (1119)